# Прокат електросамокатів

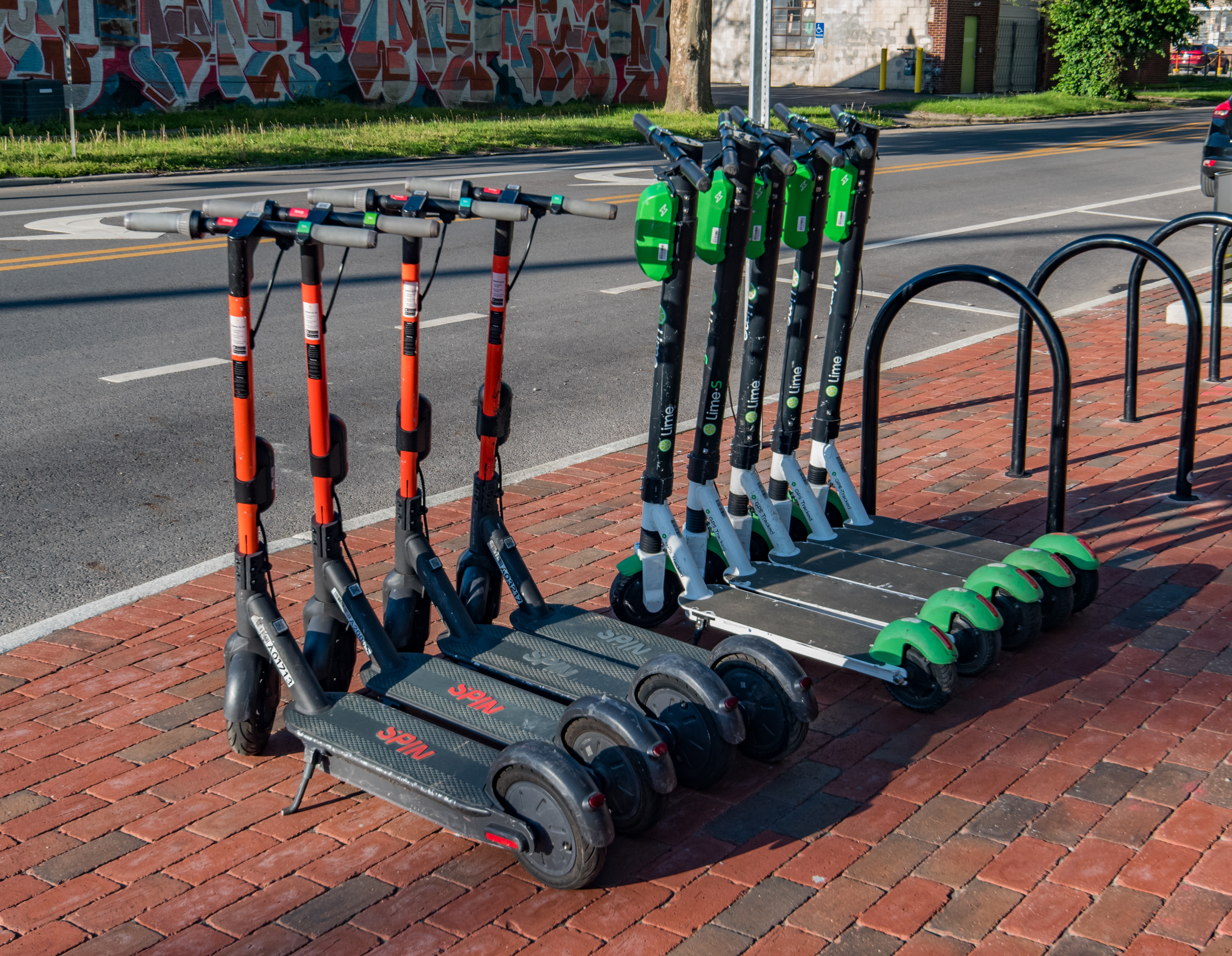
Електроскутери, припарковані для використання в Колумбусі, штат Огайо

Прокат електросамокатів (система спільного використання електроскутерів, англ. — scooter-sharing system) — спільна транспортна послуга, у якій електричні самокати (також називають електроскутерами) доступні для короткострокової оренди. Електроскутери, як правило, не мають постійного місця розташування, їх залишають і забирають з певних місць у зоні обслуговування.
Системи прокату електросамокатів спрямовані на забезпечення населення швидким і зручним видом мікромобільності на останній милі в міських районах. У зв'язку зі зростанням популярності спільного використання скутерів, муніципальні органи влади запровадили правила щодо електросамокатів, щоб підвищити безпеку водіїв і пішоходів, уникаючи при цьому накопичення візуального шумуня. Системи прокату електросамокатів є одними з найдешевших і найпопулярніших варіантів мікромобільності.

## Індустрія прокату електросамокатів

### Розквіт індустрії електросамокатів

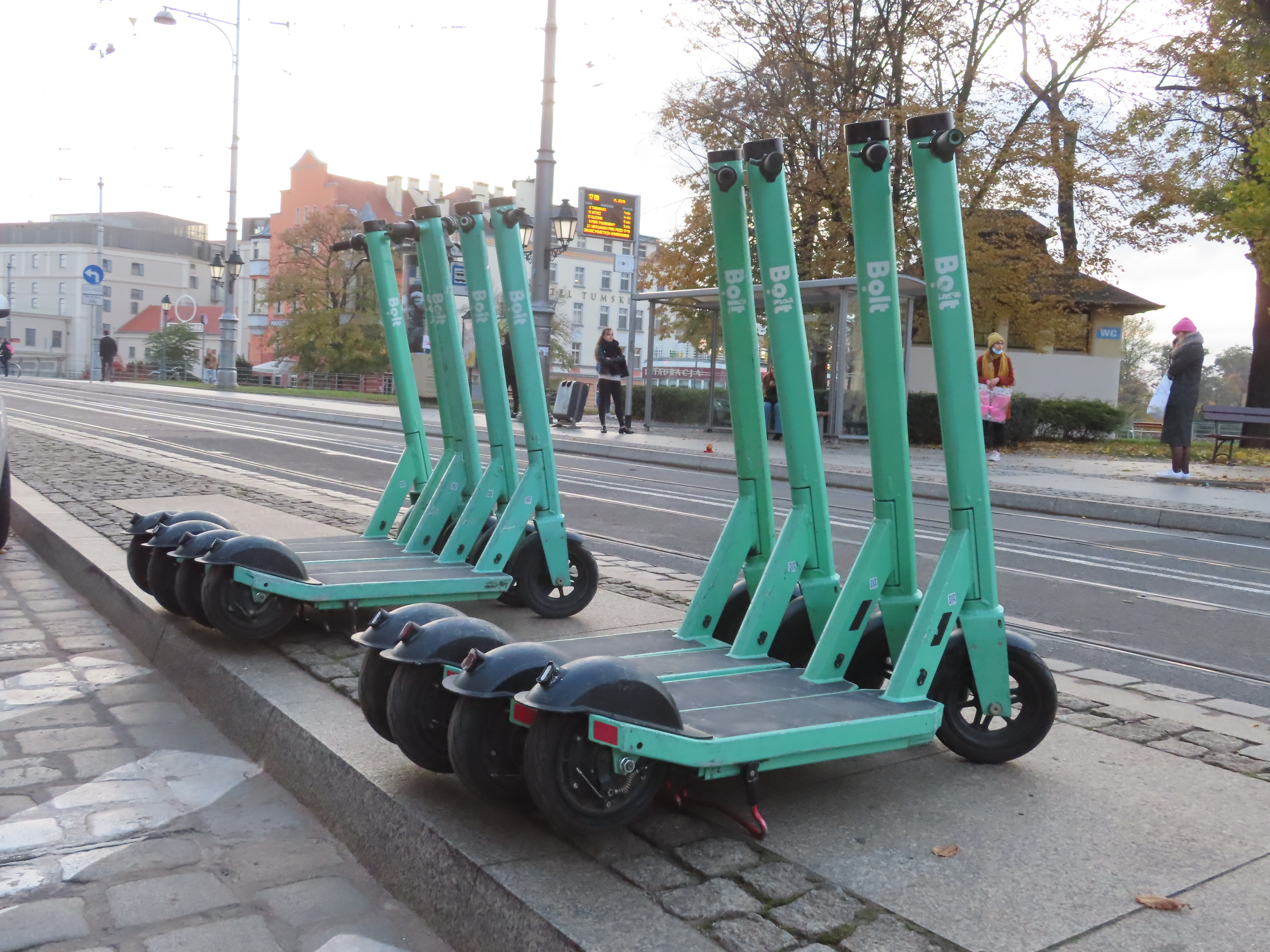
Скутери Bolt, припарковані на площі Бема, Вроцлав, 2021 рік

У 2012 році Scoot Networks випустила транспортний засіб у стилі мопеда, який використовувався для поїздок на короткі відстані. У 2016 році компанія Neuron Mobility презентувала док-станції для електросамокатів у Сінгапурі. У 2017 році Bird and Lime представили електричні самокати без док-станції. З моменту запуску в Санта-Моніці, штат Каліфорнія Bird розширив свої послуги до понад 100 міст і досяг оцінки в 2 мільярди доларів у 2018 році. У тому ж році Lime зібрав понад 11,5 мільйонів поїздок. Lyft і Uber, найбільші компанії зs спільного використання поїздок у США, представили власні послуги спільного використання електросамокатів у 2018 році. Очікується, що до 2030 року світовий ринок електроскутерів буде оцінюватися в 300—500 мільярдів доларів.

### Технологія

#### Мобільні додатки
Щоби орендувати електросамокат без док-станції, користувачі завантажують додаток для смартфона. Програма показує користувачам карту електросамокатів поблизу та дозволяє розблокувати їх. Програма також містить безпечний платіжний шлюз, такий як PayPal. Скутери оснащені вбудованими чіпами GPS і стільниковим зв'язком, що дозволяє їм транслювати своє місцезнаходження в режимі реального часу під час поїздки. За допомогою GPS і стільникового відстеження компанії можуть збирати статистику використання, відстежувати, які скутери використовуються, і стягувати з клієнтів відповідну плату за час, витрачений на поїздку.

#### Захисту від угону
Електронні скутери мають вбудовані функції для запобігання крадіжці та злому. Хакери викрадають електросамокати та замінюють наявне обладнання, щоб переобладнати скутер для особистого використання. Користувачі можуть розблокувати та їздити на електросамокатах лише за допомогою програми для смартфона; коли користувач завершує поїздку, він використовує додаток, щоб заблокувати електросамокат і знерухомити колеса. Електроскутери Bird і Lime мають вбудовані сигнали тривоги, які спрацьовують, якщо хтось намагається перемістити або втрутитися в електричний самокат без використання програми для його розблокування. У відповідь на зростаючу проблему злому скутерів компанія Lime стверджує, що розробила спеціальне обладнання для скутерів, яке не можна легко замінити сторонніми деталями.

### Популяризація у світі

#### Азія
Азійський ринок прокату електросамокатів станом на 2019 рік становив менше 4 відсотків від розміру північноамериканського ринку. Сінгапурські стартапи Grab і Neuron Mobility, що займаються системами прокату, були першими, хто з'явився у секторі електросамокатів у Південно-Східній Азії. Grab оцінюється в 10 мільярдів доларів і наразі надає електросамокати лише в одному місці в Сінгапурі. У 2018 році Uber придбав 27,5% акцій Grab, щоб конкурувати на ринку Південно-Східної Азії. Neuron Mobility володіє та керує найбільшою кількістю електросамокатів у Таїланді та Сінгапурі. Lime обрала Сінгапур як штаб-квартиру для своїх операцій в Азії та стала першою іноземною компанією, якій було дозволено надавати у прокат електросамокати в цьому місті. Починаючи з 2019 року, Bird і Lime співпрацюють з японськими регуляторами трафіку та тестують місцеві ринки, щоб оцінити життєздатність розширення до Японії. У 2022 році Beam, сінгапурський стартап, який наразі керує електросамокатами та електровелосипедами в 35 містах, зібрав 135 мільйонів доларів США для розширення.

#### Європа
Естонська компанія з мобільних технологій Bolt запустила послуги спільного використання скутерів на своїй платформі мобільних додатків у 2019 році. З тих пір він став найбільшим оператором мікромобільності в Європі, який працює в понад 130 містах у 20 країнах. Наприкінці 2021 року Bolt стала першою компанією, яка запустила док-станції для зарядки скутерів у Європі. У квітні 2022 року Bolt оголосив про плани інвестувати 150 мільйонів євро для подальшого розширення асортименту скутерів, пообіцявши експлуатувати 230 000 скутерів по всій Європі до кінця року.
У червні 2018 року компанія Lime запустила перше масштабне європейське розширення систем прокату електроскутерів у Парижі. До жовтня 2018 року додаток Lime став найкращим додатком для подорожей у Apple App Store у Франції. Станом на 2019 рік Lime надає системи обміну скутерами понад 50 містам Європи, включаючи Париж, Берлін, Лондон, Рим, Мадрид та Афіни. Bird запустив власну стратегію розвитку європейського ринку в Парижі в серпні 2018 року. Покриття Bird розширилося до більш ніж 20 великих європейських муніципалітетів. Uber Jump вийшов на європейський ринок у квітні 2019 року через тестовий запуск у Мадриді. Протягом 7 місяців djyb розширили доступність своїх послуг із Мадрида до 10 найбільш густонаселених міських центрів Європи. Європейські стартапи з виробництва електросамокатів, VOI Technology зі Швеції та Tier Mobility з Німеччини, отримали 80 мільйонів доларів і 28 мільйонів доларів відповідно. У 2020 році Tier згодом зібрав ще 250 мільйонів доларів, оцінивши компанію трохи менше ніж в 1 мільярд доларів.
З 2017 року Felyx з Амстердама працює в Нідерландах, а з 2019 року – у Брюсселі. З 2017 по 2018 рік кількість прокатних електросамокатів у Європі зросла майже на 200 відсотків.[26] Очікується, що європейський попит на системи спільного використання скутерів зростатиме на 26,2 відсотка щорічно до 2025 року.
З 2019 року турецька платформа мікромобільності Scootable надає послуги у понад 30 містах і має понад 2500 скутерів. Окрім скутерів, компанія також надає програмну інфраструктуру для багатьох електричних транспортних засобів, таких як вилкові навантажувачі, підмітальні машини, вантажні електровелосипеди, візки для гольфу, підйомники-ножиці, сільськогосподарські багі, електричні човни, трактори для буксирування багажу.
У 2023 році Москва володіє найбільшим парком електросамокатів в світі. Тут знаходяться 60 тисяч електросамокатів. Лідерами ринку є Юрент, Whoosh і Яндекс. Електросамокати в Росії знаходяться також більш, ніж в 100 містах. Російські сервіси мають свої парки електросамокатів в Казахстані, Грузії, Білорусі, Узбекистані, Киргизстані та Сербії.
В Україні станом на 2021 рік працювали сервіси прокату електроскутерів компаній Bolt (Естонія), Kiwi (Нідерланди), E-Wings та Scroll (Грузія). Прокатні скутери Bolt доступні у 38 містах України. Прокат E-Wings працює у 8 українських містах.

#### Південна Америка
До 2019 року бразильський стартап Yellow був найбільшим сервісом електросамокатів у Південній Америці. Стартап встановив південноамериканський рекорд для початкового раунду збору коштів у 63 мільйони доларів інвестицій. На початку 2019 року Yellow здійснила злиття з мексиканським сервісом електросамокатів Grin, щоб утворити конгломерат Grow Mobility. Grow Mobility є найбільшою службою обміну скутерами в Південній Америці зі 100 000 електросамокатів і планує подвоїти це покриття до кінця 2019 року. Інші конкуренти на південноамериканському ринку включають колумбійський стартап з виробництва електросамокатів Cosmic Go та багатонаціональну службу мобільності Movo зі штаб-квартирою в Іспанії.

## Проблеми

### Залишення та незаконне викидання
У червні 2019 року водолази офісу шерифа округу Малтнома витягли 57 прокатних електросамокатів, таких як Bird, Lime і Razor, а також велосипедів із річки Вілламетт у Портленді.

### Порушення паркування та візуальне забруднення
Візуальне забруднення є основною проблемою, спричиненою спільним використанням скутерів у містах через те, що користувачі незаконно паркують електроскутери на тротуарах, під’їздах, дорогах і точках доступу. Неправильно припарковані електроскутери засмічують тротуари та блокують пішохідні доріжки. Їздити на електросамокатах тротуаром не рекомендується, оскільки це заважає пішоходам і становить загрозу безпеці на високих швидкостях. Термін «лють скутерів» або «війна скутерів» описує рух незадоволених жителів міста, спрямованих на незаконне скидання електросамокатів у водойми або закопування їх, щоб користувачі не могли їх знайти та взяти напрокат.

### Травми, смертельні випадки та безпека
Існує обмежена інформація щодо загального масштабу травм, спричинених електричними скутерами. Однак у тримісячному дослідженні на кожні 100 000 поїздок припадало лише 20 випадків ушкоджень. Більшість випадків становили травми голови, і з цих випадків 15 відсотків були серйозними травмами. Зламані кістки; порушення зв'язок, сухожиль або нервів, сильна кровотеча; і пошкодження органів – це інші травми, яких зазнають користувачі електричних скутерів. Люди, які не їздять, також стають жертвами електроскутерів через зіткнення або спотикання об пристрої на вулицях. У Сполучених Штатах з початку 2018 року до середини 2019 року сталося 11 летальних випадків.
У Парижі зафіксували аварію на скутері. У 2021 році скутер збив 31-річну італійку. Жертва постраждала від зупинки серця після падіння та удару головою об тротуар. Після цього випадку з ініціативи мера Парижа Анн Ідальго було проведено референдум, на якому 90% учасників висловилася за заборону прокатних електросамокатів у місті.
Часто нещасні випадки трапляються під час роботи та в години пік. 33 відсотки всіх травм трапляються на тротуарах, а 55 відсотків — на вулицях. Частина аварій стається за участі автомобілів та перешкод на землі, таких як бордюри, стовпи чи кришки люків. Іншими факторами, що сприяли нещасним випадкам, були механічні проблеми, такі як несправність гальм і коліс, а також відволікання водіїв. 60 відсотків людей, які отримали травми, повідомили, що ознайомилися з тренінгами, створеними компаніями, що займаються виробництвом електросамокатів, перед поїздкою.
Використання шоломів могло б зменшити кількість випадків черепно-мозкових травм, але лише 4 відсотки повідомили, що використовували їх. Лайм і Берд переробляють пристрої з міцнішими гальмами, щоб зменшити механічні проблеми під час їзди на скутерах. Компанії також працюють разом з містами над розвитком інфраструктури, як-от велосипедних доріжок, які стануть безпечнішими для подорожей.

### Антисанітарія
Через пандемію COVID-19 компаніям, які займаються виробництвом скутерів, доводиться протягом певного часу вносити багато змін у свою бізнес-практику.

### Норми та правила
У кількох містах Сполучених Штатів запроваджено правила щодо електросамокатів і компаній, які займаються їхнім прокатом, щоб усунути проблеми з безпекою та незаконне викидання електросамокатів. У травні 2018 року, незабаром після першого запуску електросамокатів у Сан-Франциско, міська влада видала наказ про припинення роботи сервісів Bird, Spin та Lime після отримання близько 1900 скарг від мешканців щодо заторів на тротуарах через незаконне паркування електросамокатів. Станом на червень 2018 року Департамент транспорту міста Сан-Франциско вимагає від потенційних компаній, що оперують прокатом електроскутерів, надати бізнес-план щодо проблем безпеки та захаращеності тротуарів, щоб отримати дозвіл на оренду та володіння електросамокатами. У серпні 2018 року Сан-Франциско надав дозволи компаніям Scoot Networks і Skip, що дозволило кожній компанії випустити 625 електросамокатів, щоб розпочати річну пілотну програму.
У вересні 2019 року Франція заборонила їздити на електросамокатах тротуарами через збільшення кількості аварій і затори на тротуарах; користувачі, які порушують заборону, будуть оштрафовані на 135 євро. Сінгапур також заборонив електросамокати на тротуарах з листопада 2019 року через зростання кількості аварій, у тому числі щонайменше однєї зі смертельними наслідками. Порушникам загрожуватиме штраф у розмірі 2000 сінгапурських доларів та/або до трьох місяців в'язниці.
У відповідь на негативну реакцію міських регуляторів і законодавців, оператори прокату електросамокатів запустили ініціативи, які включають благодійність, роботу з малозабезпеченими громадами та покращення інфраструктури. Компанія Lime представила модуль пожертвувань у своєму додатку під назвою Lime Hero, щоб клієнти могли пожертвувати частину вартості поїздки некомерційній організації. Lime також представила Lime Access, який надає користувачам із низьким рівнем доходу 50-відсоткову знижку на їзду на своїх електросамокатах і велосипедах. Подібним чином Bird відмовився від базової плати за поїздку в один долар для відповідних клієнтів, які повинні платити лише 15 центів за милю. Крім того, Bird відкладає один долар на день за скутер, щоб допомогти містам будувати та підтримувати велосипедні доріжки.
Жителі Парижа висловилися проти використання прокатних скутерів. Ці занепокоєння включають водіїв без шоломів, їзду зі швидкістю до 27 км/год і навіть 12-річних дітей, які орендують ці пристрої.
У 2023 році мер Парижа Анн Ідальго закликала провести референдум щодо оренди електросамокатів. Цей референдум, спрямований на заборону прокату електросамокатів з акумуляторним живленням, набрав 91 300 голосів, або 90% із 103 000 виборців. З 1,38 млн. виборців, зареєстрованих у міському реєстрі виборців, загальна явка склала менше восьми відсотків.

### Конфіденційність
Компанії з прокату електроскутерів збирають анонімні дані GPS і стільникового зв’язку про поїздки клієнтів; ці дані допомагають компаніям і містам планувати будівництво нових велосипедних доріжок і виконувати правила програми, такі як паркування та дозволена зона обслуговування. Міста вимагають від компаній обмінюватися даними, які містять точну інформацію про те, коли та де використовуються електросамокати.
У листопаді 2019 року Департамент транспорту Лос-Анджелеса тимчасово призупинив дозвіл дочірньої компанії Uber Jump на оренду електросамокатів і велосипедів через те, що Uber не передавав дані в реальному часі з детальною інформацією про початкову, кінцеву точку та час у дорозі всіх поїздок у рамках міської однорічної пілотної програми. Uber, підтриманий декількома організаціями, що займаються захистом конфіденційності даних, стверджує, що політика міста «є державним наглядом» і що для створення точного журналу переміщень людини потрібен незначний аналіз. Департамент транспорту відповів, що ці дані необхідні для моніторингу того, які компанії з обміну скутерами дотримуються правил дозвільної програми, таких як кількість використаних скутерів і експлуатація скутерів у заборонених зонах.
Департамент транспорту Лос-Анджелеса не збирає конкретні дані про користувачів, крім деталей поїздки, але точні дані про мобільність можуть містити особисту інформацію. У дослідженні 2013 року дослідники вивчили інформацію про місцезнаходження 1,5 мільйона людей від веж стільникового зв’язку та змогли однозначно ідентифікувати сліди рухливості 95 відсотків людей, використовуючи чотири точки даних.

### Вплив на зміну клімату
Оцінка життєвого циклу систем прокату електросамокатів, проведена дослідниками з Університету штату Північна Кароліна, ставить під сумнів твердження про переваги цих проектів для сталого розвитку програм, виявивши, що майже дві третини часу, коли люди користуються прокатними електросамокатами, вони створюють більше викидів CO2. ніж без використання електросамокатів. LCA враховував матеріали та виробництво, використання, транспортування та зарядку, а також кінець терміну служби для прокатних електросамокатів без док-станції. Крім того, дослідники використовували опитування користувачів, щоб зібрати інформацію про звички та шаблони користування, і виявили, що електросамокати використовують замість особистого автомобіля або послуги спільної поїздки лише 34% часу. Без електроскутера 49% сказали, що вони б їздили на велосипеді або ходили пішки, а 11% скористалися б громадським транспортом, трьома видами мобільності зі значно меншим викидом вуглецю на пасажиро-милю, ніж електросамокати, і 7% користувачів повідомили, що в іншому випадку вони б відмовилися від поїздки. Автори прийшли до висновку, що в 65% випадків використання електросамокатів створює чисте збільшення викидів, ніж види транспорту, які він витісняє, і хоча електроскутери можуть зменшити затори в містах, вони не зменшують вплив транспорту на навколишнє середовище.

## Переваги

### Проблема останньої милі та мікромобільність
Проблема «останньої милі» — це дилема громадського транспорту щодо труднощів переміщення пасажирів від їхніх помешкань до вузлів громадського транспорту, наприклад, автобусних зупинок, вокзалів тощо. Ця просторова неефективність змушує пасажирів використовувати особистий транспорт (тобто автомобілі, мотоцикли тощо), щоб долати короткі відстані між транспортними вузлами та їхніми домівками. Проблема «останньої милі» зменшує передбачувані переваги громадського транспорту: зменшення викидів вуглекислого газу, зменшення заторів і підвищення зручності. Варіанти мікромобільності забезпечують вирішення проблеми «останньої милі» і характеризуються як легкі, комунальні та розроблені для подорожей на короткі відстані. Системи прокату електроскутерів є одними з найбільш поширених сервісів мікромобільності. Легкість доступності та інтуїтивно зрозуміле використання систем обміну скутерами сприятиме поширенню громадського транспорту та зменшить використання особистих транспортних засобів. Громадяни можуть отримати альтернативні переваги зворотного зв’язку, такі як розширення можливостей працевлаштування, зменшення заторів на дорогах, зниження рівня забруднення повітря та шуму.

### Трафік
Затори на вулицях посилюються збільшенням використання особистого автомобільного транспорту, як засобу подолання проблеми «останньої милі». 46 відсотків водіїв у США здійснюють поїздки в радіусі 5 км, а понад 60 відсотків поїздок на автомобілях припадало на діапазон мікромобільності, 0-8 км. Електросамокати є засобом усунення заторів і розвивають вищу швидкість, ніж 15 км на годину, що є середньою швидкістю автомобільного руху в багатьох великих міських вузлах. Тільки в Сполучених Штатах приблизно 87 мільярдів доларів було втрачено через час, витрачений на очікування в пробці. Інвестор мікромобільності Олівер Брюс стверджує, що 4 трильйони миль автомобільних подорожей по всьому світу можна реально замінити спільним використанням скутерів та іншими альтернативами мікромобільності. Оскільки все більше водіїв переходять на використання систем прокату електроскутерів, трафік особистих автомобілів зменшується.

### Стійкість
Електроскутери працюють від електрики, тому прямі викиди вуглекислого газу нульові. Зниження викидів вуглекислого газу між персональними автомобілями та електроскутерами було центральним фактором ціннісних пропозицій лідерів ринку Bird і Lime, хоча ці пропозиції були поставлені під сумнів, оскільки дослідження виявили, що в іншому випадку водії скутерів більшу частину часу ходили б пішки, їздили на велосипеді чи громадському транспорті. Електроскутери є більш енергоефективними, ніж альтернативні електромобілі; та сама кількість енергії перемістить скутер у двадцятеро далі, ніж електричний автомобіль. Поїздки електросамокатів дають нейтральний первинний вуглецевий слід, але виробництво, розповсюдження та зарядка електросамокатів створюють значний вторинний вуглецевий слід. У порівнянні з персональними автомобілями та електровелосипедами без док-станцій, електроскутери без док-станцій мають менший сукупний вуглецевий слід. Автобуси, велосипеди та особисті електричні двопедальні транспортні засоби залишають менші вуглецеві сліди, ніж електроскутери без док-станції. Лідери промисловості в секторі електросамокатів присвятили зусилля дослідженням і розробкам, щоб зменшити вторинний вуглецевий слід.